# Pedro Salinas
Pedro Salinas Serrano (Madrid, 27 de novembre de 1891 - Boston, Estats Units, 4 de desembre de 1951) fou un escriptor espanyol, membre de la generació del 27, conegut per la seva poesia i els seus assajos.

## Obra poètica
- Presagios, M., Índice, 1923
- Seguro azar, M., Revista de Occidente, 1929
- Fábula y signo, M., Plutarco, 1931
- La voz a ti debida, M., Signo, 1933
- Razón de amor, M., Ediciones del Árbol; Cruz y Raya, 1936
- Error de cálculo, México, Imp. Miguel N. Lira, 1938
- Lost Angel and other poems, Baltimore, The Johns Hopkins University Press, 1938 (Antología bilingüe con poemas inéditos. Trad. de Eleanor L. Thurnbull)
- Poesía junta, Bs. As., Losada, 1942
- El contemplado (Mar; poema), México, Nueva Floresta; Stylo, 1946
- Todo más claro y otros poemas, Bs. As., Sudamericana, 1949
- Poesías completas, M., Aguilar, 1955 (Incluye el libro inédito Confianza)
- Poesías completas, M., Aguilar, 1956 (Edición de Juan Marichal)
- Volverse sombra y otros poemas, Milán, All'insegna del pesce d'oro, 1957
- Poesías completas, B., Barral, 1971.